# 科拜尔报告
《科拜尔报告》（英語：The Colbert Report，發音： /koʊlˈbɛər rəˈpɔːr/，网上又名《扣扣熊报告》）是美国深夜档政治讽刺类节目，每周一至周四在喜剧中心频道播出。该节目主要是由政治喜剧演员史提芬·科拜爾对时事进行点评。该节目是《每日秀》的衍生节目，并安排在《每日秀》之后播出。
《科拜尔报告》于2006-2012年先后7次被提名艾美奖，另外还有两次电视评论协会奖提名和两次卫星奖提名。在2005年10月17日首播后，该节目获得了大量的媒体报道，特别是科拜尔所创造的“感實性”（truthiness）一词被辞典出版商梅里亚姆-韦伯斯特评选为2006年度词汇。
2014年4月10日，CBS宣布科尔伯将在2015年接任即将退休的大卫·莱特曼，成为新任《晚间秀》的主持人。同一天，喜剧中心频道宣布《科拜尔报告》将于2014年末停播。
2014年12月18日本節目播出最後一集，在許多名人來賓的歡送歌聲中結束了這個長達十季的節目。

## 制作
在2005年5月，喜劇中心宣佈製作《每日秀》的同類型衍生作品《科拜爾報告》，由《每日秀》前任記者斯蒂芬·科尔伯特主持。這部節目的構思源自斯蒂芬·科尔伯特、喬恩·斯圖爾特和本·卡林（Ben Karlin），目的是為了對抗美國右派的權威清談節目，特別如福克斯电视台的新聞評論員比爾·奧賴利等人。他們的構思建基於《每日秀》不久之前的一個環節，這個環節是一連串偽電視廣告。他們向喜劇中心的高層道格·赫爾佐格（Doug Herzog）推銷這個想法，對方同意不推出一集試播，而是直接將《科拜爾報告》投入八個禮拜的播映。《科拜爾報告》在2005年10月17日，檔期設於東岸時間11時30分，排在《每日秀》之後。開播不久喜劇中心對其收視十分滿意，首播不到三個星期就獲得一整年的預訂。《科拜爾報告》的製作公司是喬恩·斯圖爾特擁有的Busboy製作公司（Busboy Productions）。